# Wolfgang Junker
Wolfgang Junker (* Quedlinburg, 1929. február 23. † Berlin, 1990. április 9.) az egykori Német Demokratikus Köztársaság építésügyi minisztere, a Német Szocialista Egységpárt magas rangú funkcionáriusa volt.

## Élete
A Német Szocialista Egységpárt tagja 1949 óta. 1961-től az építésügyi miniszter helyettese, 1963-tól 1989-ig építésügyi miniszter volt. 1967-től az NSzEP Központi Bizottságának tagjelöltje, majd 1971-től tagja. 1976 és 1989 között parlamenti képviselő.
A rendszerváltás után 1990 januárjában és februárjában hivatali visszaélés gyanúja miatt vizsgálati fogságba helyezték. 1990. április 9-én öngyilkosságot követett el.

## Fordítás
Ez a szócikk részben vagy egészben a Wolfgang Junker című német Wikipédia-szócikk fordításán alapul.  Az eredeti cikk szerkesztőit annak laptörténete sorolja fel. Ez a jelzés csupán a megfogalmazás eredetét és a szerzői jogokat jelzi, nem szolgál a cikkben szereplő információk forrásmegjelöléseként.